# A lieta vita Amor c’invita

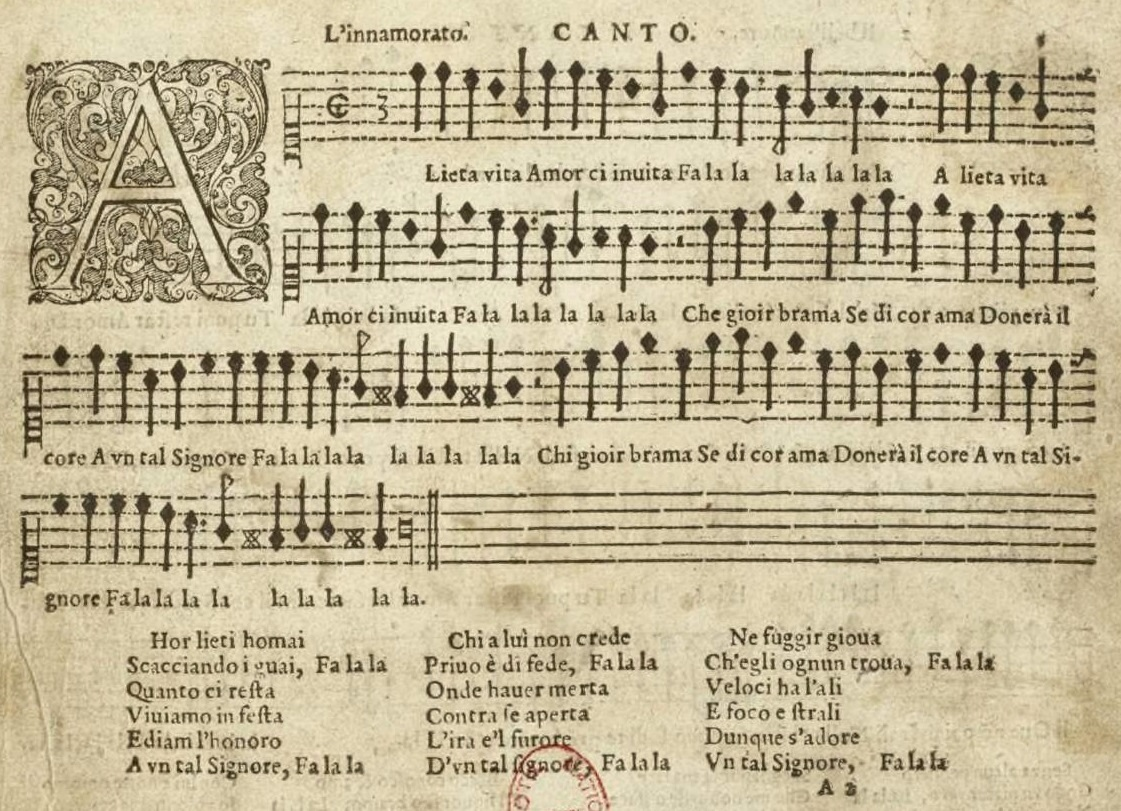
Canto (Melodiestimme) von A lieta vita in Gastoldis Balletti, Ausgabe 1596

A lieta vita Amor c’invita („Zu fröhlichem Leben lädt Amor uns ein“) ist ein fünfstimmiges Madrigal – Originalbezeichnung balletto („Tänzchen“) – von Giovanni Giacomo Gastoldi. Das Chorlied ist das zweite Stück der Balletti a cinque voci, veröffentlicht 1591.

## Inhalt und Form
Der vierstrophige Text eines unbekannten Verfassers handelt von der Freude spendenden, aber auch unbedingten Herrschaft des Gottes Amor über die Verliebten. Dem entsprechen die kurzzeilige, daktylische Strophenform, der „leichtfüßige“ Dreiertakt und die heitere Tonart G-Dur bzw. Mixolydisch mit frühbarocker Kadenzharmonik.

## Rezeption

### In dir ist Freude
Im deutschen Sprachraum wurde die Melodie mit dem Textanfang In dir ist Freude in allem Leide, o du süßer Jesus Christ als Kirchenlied bekannt, zuerst veröffentlicht von Johann Lindemann 1598, bearbeitet zum Beispiel von Johann Sebastian Bach im Orgelbüchlein, BWV 615. Als Verfasser des deutschen geistlichen Textes, der Römer 8,38–39  entfaltet, wird vielfach Cyriacus Schneegaß genannt, die Zuschreibung ist jedoch unsicher. In dieser Fassung sind die musikalischen Wiederholungen austextiert. Verbindungsglied zwischen dem weltlichen Original und der geistlichen Kontrafaktur ist das Stichwort Freude.
Abgedruckt ist In dir ist Freude u. a. in folgenden Gesangbüchern:
- Evangelisches Gesangbuch Nr. 398
  - Ebenfalls in dessen Vorgänger: Evangelisches Kirchengesangbuch Nr. 288
- Evangelisch-Lutherisches Kirchengesangbuch² der SELK Nr. 538 und 539 (fünfstimmiger Satz)
- Feiern und Loben Nr. 393
  - Ebenfalls in dessen Vorgänger: Gemeindelieder Nr. 366
- Gesangbuch der Evangelisch-methodistischen Kirche Nr. 119
- Gesangbuch der Evangelisch-reformierten Kirchen der deutschsprachigen Schweiz Nr. 652
- Gesangbuch der Evangelischen Brüdergemeine Nr. 925
- Mennonitisches Gesangbuch Nr. 376
  - Ebenfalls in dessen Vorgänger: Gesangbuch[3] Nr. 378.

### Christus is opstahn
1989 wurde zur Gastoldi-Melodie ein zweistrophiger plattdeutscher Ostertext mit dem Titel Christus is opstahn („Christus ist auferstanden“) verfasst. Darin werden alle Menschen, aber auch „Land, Meer un Water“ zur Freude über den Ostersieg Jesu aufgefordert. Die ersten vier Zeilen der zweiten Strophe basieren auf den entsprechenden Zeilen von In dir ist Freude.
Das Lied ist abgedruckt in
- Dor kummt een Schipp Nr. 55 (Als Verfasserangabe wird die Arbeitsstelle Plattdeutsches Gesangbuch 1989 genannt.[4])
- Evangelisches Gesangbuch, Regionalteil Niedersachsen und Bremen, Nr. 551[5]

### Weitere Bearbeitungen
Auch David Spaiser veröffentlichte 1609 einen vierstrophigen geistlichen Text zu Gastoldis Melodie, der jedoch keine Verbreitung fand.
Die weltliche Textfassung An hellen Tagen von Peter Cornelius (1824–1874) fand in viele deutschsprachige Chorbücher Aufnahme.
Thomas Morley veröffentlichte in seinem First book of Ballets to Five Voyces 1595 eine englische Fassung Sing we and chant it, while love does grant it. Gastoldis Komposition ist darin jedoch stark verändert.

## Originaltext und Übersetzung
| Originaltext | Übersetzung | Reimübertragung |
| A lieta vita Amor ci invita, falala… \|:…:\| Che gioir brama Se di cor ama Donerà il core A un tal Signore, falala… \|:…:\| Hor lieti homai Scacciando i guai, falala… \|:…:\| Quanto ci resta Viviamo in festa E diam l’honore A un tal Signore, falala… \|:…:\| Chi a luì non crede Privo è di fede, falala… \|:…:\| Onde haver merta Contra se aperta l’ira e’l furore D’un tal signore, falala… \|:…:\| Ne fuggir giova Ch’egli ognun trova, falala… \|:…:\| Veloci ha l’ali E foco e strali Dunque s’adore Un tal Signore, falala… \|:…:\| | Zu fröhlichem Leben lädt Amor uns ein, falala… Wer sich nach Freude sehnt, wenn er von Herzen liebt, soll sein Herz einem solchen Herrn ergeben, falala… Fröhlich denn also, die Übel verjagend, falala… lasst uns, soviel [Zeit] uns bleibt, in Festfreude leben und die Ehre geben einem solchen Herrn, falala… Wer an ihn nicht glaubt, hat keinen Glauben, falala… Darum verdient er, offen gegen sich zu haben den Zorn und die Wut eines solchen Herrn, falala… Auch Fliehen nützt nichts, denn er findet jeden, falala… Er hat schnelle Flügel und Feuer und Pfeile, daher bete man an einen solchen Herrn, falala… | Fröhliches Leben, Amor kann’s geben, falala… \|:…:\| Will euch verzehren Liebesbegehren, lasst ihn regieren und euch verführen, falala… \|:…:\| Liebende müssen scherzen und küssen, falala… \|:…:\| Kurz sind die Tage, weg alle Plage! Feiert zu Ehren solch eines Herren, falala… \|:…:\| Die ihn verachten, müssen verschmachten, falala… \|:…:\| Amor wird’s rächen, den Stolz zerbrechen, wird sie ereilen mit seinen Pfeilen, falala… \|:…:\| Willst du ihn fliehen, lässt er dich glühen, falala… \|:…:\| Sein Flug ist schneller, sein Feuer heller, niemand kann wehren solch einem Herren, falala… \|:…:\| |

## Geistliche und weltliche Kontrafaktur
| Geistlich (1598), hier nach EG | Weltlich (Peter Cornelius, Fassung 1909) |
| In dir ist Freude in allem Leide, o du süßer Jesu Christ! Durch dich wir haben himmlische Gaben, du der wahre Heiland bist; hilfest von Schanden, rettest von Banden. Wer dir vertrauet, hat wohl gebauet, wird ewig bleiben. Halleluja. Zu deiner Güte steht unser G’müte, an dir wir kleben im Tod und Leben; nichts kann uns scheiden. Halleluja. Wenn wir dich haben, kann uns nicht schaden Teufel, Welt, Sünd oder Tod; du hast’s in Händen, kannst alles wenden, wie nur heißen mag die Not. Drum wir dich ehren, dein Lob vermehren mit hellem Schalle, freuen uns alle zu dieser Stunde. Halleluja. Wir jubilieren und triumphieren, lieben und loben dein Macht dort droben mit Herz und Munde. Halleluja. | An hellen Tagen, Herz, welch ein Schlagen! Falala… \|:…:\| Himmel dann blauet, Auge dann schauet, Herz wohl den beiden manches vetrauet. Falala… \|:…:\| Beim Dämmrungsschimmer, Herz, pochst du immer, Falala… \|:…:\| Sind auch zerronnen Strahlen und Wonnen, Herz will an beiden still sich noch sonnen. Falala… \|:…:\| Ward Nacht hienieden, Herz hat nicht Frieden, Falala… \|:…:\| Schlummer mag walten, Traum sich entfalten, Herz hat mit beiden Zwiesprach zu halten. Falala… \|:…:\| |